# 克罗内克积
数学上，克罗内克积（英語：Kronecker product）是两个任意大小的矩阵间的运算，表示为⊗。简单地说，就是将前一个矩阵的每个元素乘上后一个完整的矩阵。克罗内克积是外积从向量到矩阵的推广，也是张量积在标准基下的矩阵表示。
尽管没有明显证据证明德国数学家利奥波德·克罗内克是第一个定义并使用这一运算的人，克罗内克积还是以其名字命名。在历史上，克罗内克积曾以約翰·格奧爾格·澤哈斯（Johann Georg Zehfuss）名字命名为澤哈斯矩阵。

## 定义
如果A是一个 m × n 的矩阵，而B是一个 p × q 的矩阵，克罗内克积{\displaystyle A\otimes B}则是一个 mp × nq 的分块矩阵
{\displaystyle A\otimes B={\begin{bmatrix}a_{11}B&\cdots &a_{1n}B\\\vdots &\ddots &\vdots \\a_{m1}B&\cdots &a_{mn}B\end{bmatrix}}.}
更具体地可表示为
{\displaystyle A\otimes B={\begin{bmatrix}a_{11}b_{11}&a_{11}b_{12}&\cdots &a_{11}b_{1q}&\cdots &\cdots &a_{1n}b_{11}&a_{1n}b_{12}&\cdots &a_{1n}b_{1q}\\a_{11}b_{21}&a_{11}b_{22}&\cdots &a_{11}b_{2q}&\cdots &\cdots &a_{1n}b_{21}&a_{1n}b_{22}&\cdots &a_{1n}b_{2q}\\\vdots &\vdots &\ddots &\vdots &&&\vdots &\vdots &\ddots &\vdots \\a_{11}b_{p1}&a_{11}b_{p2}&\cdots &a_{11}b_{pq}&\cdots &\cdots &a_{1n}b_{p1}&a_{1n}b_{p2}&\cdots &a_{1n}b_{pq}\\\vdots &\vdots &&\vdots &\ddots &&\vdots &\vdots &&\vdots \\\vdots &\vdots &&\vdots &&\ddots &\vdots &\vdots &&\vdots \\a_{m1}b_{11}&a_{m1}b_{12}&\cdots &a_{m1}b_{1q}&\cdots &\cdots &a_{mn}b_{11}&a_{mn}b_{12}&\cdots &a_{mn}b_{1q}\\a_{m1}b_{21}&a_{m1}b_{22}&\cdots &a_{m1}b_{2q}&\cdots &\cdots &a_{mn}b_{21}&a_{mn}b_{22}&\cdots &a_{mn}b_{2q}\\\vdots &\vdots &\ddots &\vdots &&&\vdots &\vdots &\ddots &\vdots \\a_{m1}b_{p1}&a_{m1}b_{p2}&\cdots &a_{m1}b_{pq}&\cdots &\cdots &a_{mn}b_{p1}&a_{mn}b_{p2}&\cdots &a_{mn}b_{pq}\end{bmatrix}}.}
我们可以更紧凑地写为
{\displaystyle (A\otimes B)_{p(r-1)+v,q(s-1)+w}=a_{rs}b_{vw}}

### 例子
{\displaystyle {\begin{bmatrix}1&2\\3&1\\\end{bmatrix}}\otimes {\begin{bmatrix}0&3\\2&1\\\end{bmatrix}}={\begin{bmatrix}1\cdot 0&1\cdot 3&2\cdot 0&2\cdot 3\\1\cdot 2&1\cdot 1&2\cdot 2&2\cdot 1\\3\cdot 0&3\cdot 3&1\cdot 0&1\cdot 3\\3\cdot 2&3\cdot 1&1\cdot 2&1\cdot 1\\\end{bmatrix}}={\begin{bmatrix}0&3&0&6\\2&1&4&2\\0&9&0&3\\6&3&2&1\end{bmatrix}}}.

## 特性

### 双线性和结合律
克罗内克积是张量积的特殊形式，因此满足双线性与结合律：
{\displaystyle A\otimes (B+C)=A\otimes B+A\otimes C\qquad {\mbox{(if }}B{\mbox{ and }}C{\mbox{ have the same size)}},}
{\displaystyle (A+B)\otimes C=A\otimes C+B\otimes C\qquad {\mbox{(if }}A{\mbox{ and }}B{\mbox{ have the same size)}},}
{\displaystyle (kA)\otimes B=A\otimes (kB)=k(A\otimes B),}
{\displaystyle (A\otimes B)\otimes C=A\otimes (B\otimes C),}
其中，A, B 和 C 是矩阵，而 k 是常量。
克罗内克积不符合交换律：通常，A ⊗ B 不同于 B ⊗ A。
A ⊗ B和B ⊗ A是排列等价的，也就是说，存在排列矩阵P和Q，使得
{\displaystyle A\otimes B=P\,(B\otimes A)\,Q.}
如果A和B是方块矩阵，则A ⊗ B和B ⊗ A甚至是排列相似的，也就是说，我们可以取P = QT。

### 混合乘积性质
如果A、B、C和D是四个矩阵，且矩阵乘积AC和BD存在，那么：
{\displaystyle (\mathbf {A} \otimes \mathbf {B} )(\mathbf {C} \otimes \mathbf {D} )=\mathbf {AC} \otimes \mathbf {BD} .}
这个性质称为“混合乘积性质”，因为它混合了通常的矩阵乘积和克罗内克积。于是可以推出，A {\displaystyle \,\otimes \,} B是可逆的当且仅当A和B是可逆的，其逆矩阵为：
{\displaystyle (\mathbf {A} \otimes \mathbf {B} )^{-1}=\mathbf {A} ^{-1}\otimes \mathbf {B} ^{-1}.}

### 克罗内克和
如果A是n × n矩阵，B是m × m矩阵，{\displaystyle \mathbf {I} _{k}}表示k × k单位矩阵，那么我们可以定义克罗内克和{\displaystyle \oplus }为：
{\displaystyle \mathbf {A} \oplus \mathbf {B} =\mathbf {A} \otimes \mathbf {I} _{m}+\mathbf {I} _{n}\otimes \mathbf {B} .}

### 谱
假设A和B分别是大小为n和q的方块矩阵。设λ1，......，λn为A的特征值，μ1，......，μq为B的特征值。那么A {\displaystyle \,\otimes \,} B的特征值为：
{\displaystyle \lambda _{i}\mu _{j},\qquad i=1,\ldots ,n,\,j=1,\ldots ,q.}
于是可以推出，两个矩阵的克罗内克积的迹和行列式为：
{\displaystyle \operatorname {tr} (\mathbf {A} \otimes \mathbf {B} )=\operatorname {tr} \mathbf {A} \,\operatorname {tr} \mathbf {B} \quad {\mbox{and}}\quad \det(\mathbf {A} \otimes \mathbf {B} )=(\det \mathbf {A} )^{q}(\det \mathbf {B} )^{n}.}

### 奇异值
如果A和B是长方矩阵，那么我们可以考虑它们的奇异值。假设A有rA个非零的奇异值，它们是：
{\displaystyle \sigma _{\mathbf {A} ,i},\qquad i=1,\ldots ,r_{\mathbf {A} }.}
类似地，设B的非零奇异值为：
{\displaystyle \sigma _{\mathbf {B} ,i},\qquad i=1,\ldots ,r_{\mathbf {B} }.}
那么克罗内克积A {\displaystyle \,\otimes \,} B有rArB个非零奇异值，它们是：
{\displaystyle \sigma _{\mathbf {A} ,i}\sigma _{\mathbf {B} ,j},\qquad i=1,\ldots ,r_{\mathbf {A} },\,j=1,\ldots ,r_{\mathbf {B} }.}
由于一个矩阵的秩等于非零奇异值的数目，因此我们有：
{\displaystyle \operatorname {rank} (\mathbf {A} \otimes \mathbf {B} )=\operatorname {rank} \mathbf {A} \,\operatorname {rank} \mathbf {B} .}

### 与抽象张量积的关系
矩阵的克罗内克积对应于线性映射的抽象张量积。特别地，如果向量空间V、W、X和Y分别具有基{v1, ... , vm}、 {w1, ... , wn}、{x1, ... , xd}和{y1, ... , ye}，且矩阵A和B分别在恰当的基中表示线性变换S : V → X和T : W → Y，那么矩阵A ⊗ B表示两个映射的张量积S ⊗ T : V ⊗ W → X ⊗ Y，关于V ⊗ W的基{v1 ⊗ w1, v1 ⊗ w2, ... , v2 ⊗ w1, ... , vm ⊗ wn}和X ⊗ Y的类似基。

### 与图的乘积的关系
两个图的邻接矩阵的克罗内克积是它们的张量积图的邻接矩阵。两个图的邻接矩阵的克罗内克和，则是它们的笛卡儿积图的邻接矩阵。参见第96个练习的答案。

### 转置
克罗内克积转置运算符合分配律：
{\displaystyle (A\otimes B)^{T}=A^{T}\otimes B^{T}.}

## 矩阵方程
克罗内克积可以用来为一些矩阵方程得出方便的表示法。例如，考虑方程AXB = C，其中A、B和C是给定的矩阵，X是未知的矩阵。我们可以把这个方程重写为
{\displaystyle (B^{T}\otimes A)\,\operatorname {vec} (X)=\operatorname {vec} (AXB)=\operatorname {vec} (C).}
这样，从克罗内克积的性质可以推出，方程AXB = C具有唯一的解，当且仅当A和B是非奇异矩阵。(Horn & Johnson 1991，Lemma 4.3.1).
在这里，vec(X)表示矩阵X的向量化，它是把X的所有列堆起来所形成的列向量。
如果把X的行堆起来，形成列向量x，则{\displaystyle AXB}也可以写为{\displaystyle (A\otimes B^{T})x} (Jain 1989，2.8 block Matrices and Kronecker Products)。